# Horst Schönemann
Horst Schönemann (* 19. Januar 1927 in Elberfeld; † 14. Juni 2002 in Dresden) war ein deutscher Schauspieler und Regisseur.

## Leben

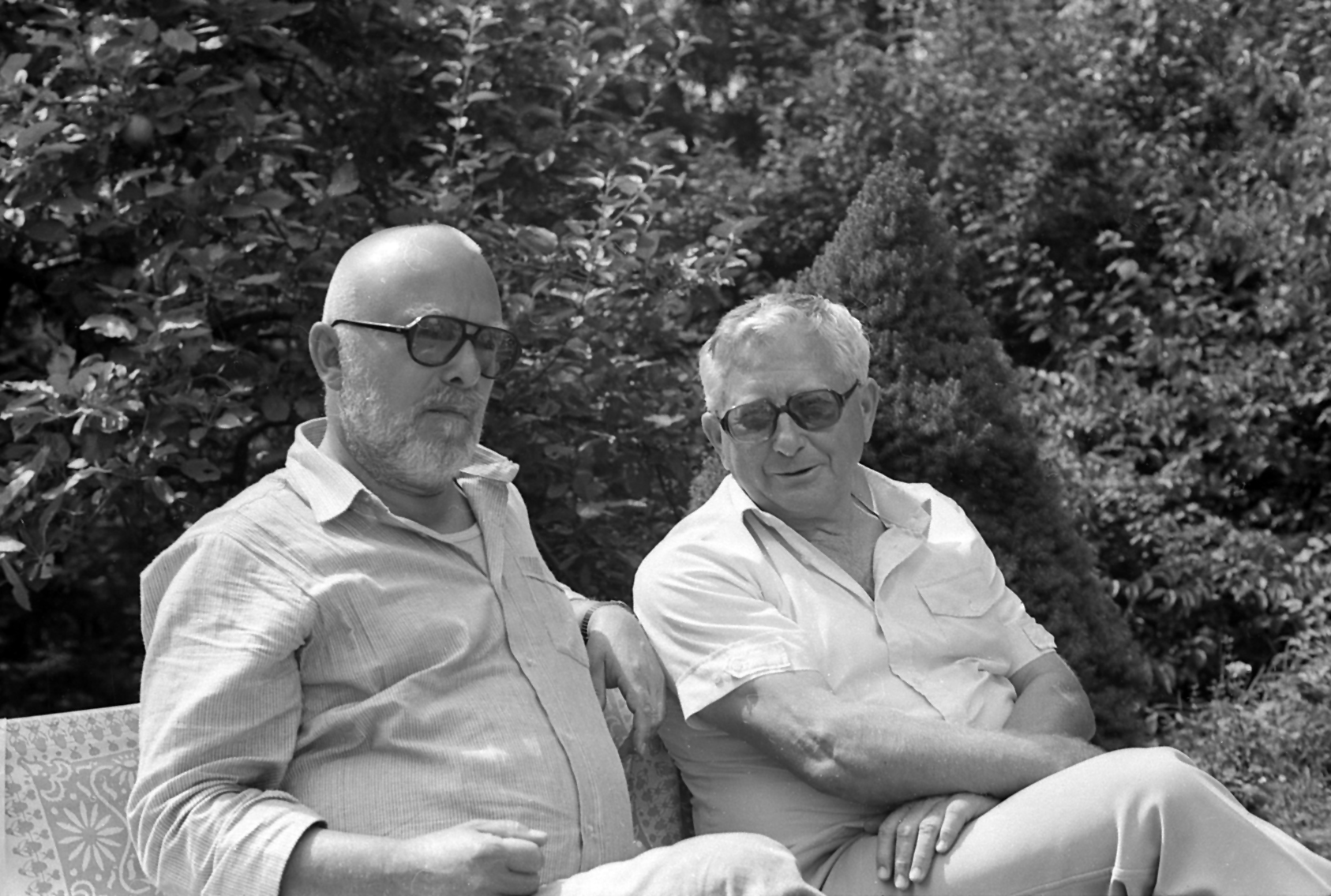
Horst Schönemann (links) mit Gerhard Wolfram in Dresden, 1986

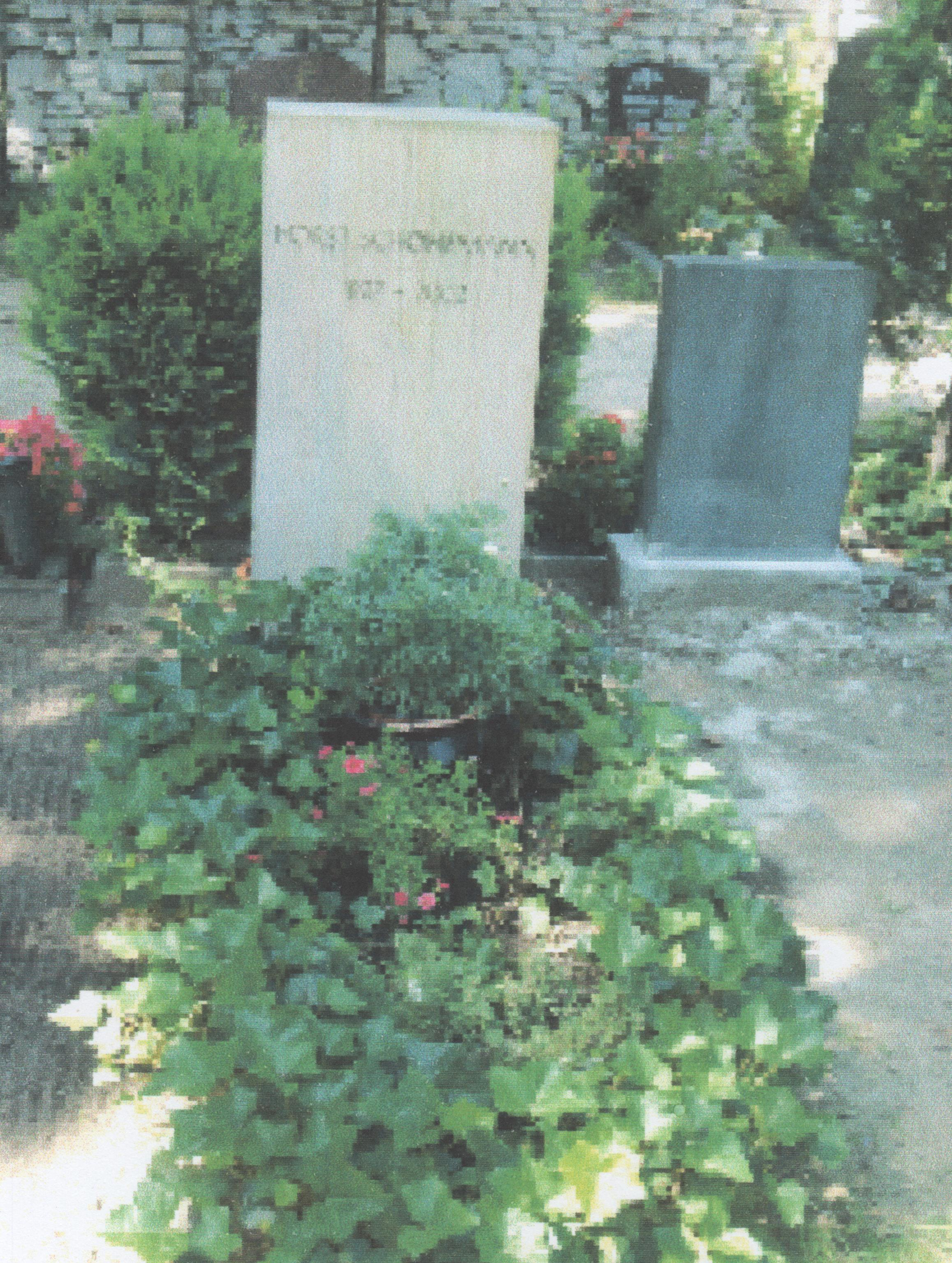
Grabstätte von Horst Schönemann

Der Sohn eines Schauspielers kam nach dem Zweiten Weltkrieg nach Sachsen-Anhalt, wo er von 1947 bis 1948 am Stadttheater in Wernigerode wirkte. Ab 1948 besuchte er die Schauspielschule des Deutschen Theaters in Berlin. Bis 1954 blieb er am Deutschen Theater, wo er kleine Rollen übernahm und als Regieassistent wirkte. Seit 1951 war Horst Schönemann auch als Schauspieler bei der DEFA tätig. 1952 brachte er seine erste Inszenierung am Stadttheater Senftenberg auf die Bühne, wo er von 1954 bis 1959 Oberspielleiter war. Von 1959 bis 1963 wirkte er als Regisseur am Maxim-Gorki-Theater in Berlin. Anschließend war er bis 1966 Oberspielleiter des Hauses. Von Berlin ging er 1966 – er galt bereits als einer der führenden Regisseure in der DDR – nach Halle, um dort am Landestheater Oberspielleiter und stellvertretender Intendant zu werden. Gemeinsam mit dem Intendanten Gerhard Wolfram entwickelte er ein Konzept des sozialistischen Volkstheaters. Überregionale Resonanz hatten ihre Anregungen – zwei Theaterabende 1969 und 1979, die mit ihrem Revue-Charakter die Vorläufer der späteren Spektakel an der Berliner Volksbühne und der Entdeckungen am Mecklenburgischen Staatstheater Schwerin waren. Wichtige Uraufführungen wie die Bühnenfassung von Hermann Kants Roman Die Aula sowie die legendäre Inszenierung von Ulrich Plenzdorfs Die neuen Leiden des jungen W. waren unter Schönemanns Hallenser Regie-Arbeiten. 1972 ging er als Oberspielleiter ans Deutsche Theater Berlin zurück, wo er 1979 zum künstlerischen Leiter bestellt wurde. 1981 wechselte er als Regisseur und Schauspieldirektor an das Staatsschauspiel Dresden. Eine seiner wesentlichsten Inszenierungen dieser Zeit ist die Uraufführung des Stückes "Jutta oder Die Kinder von Damutz" von Helmut Bez mit Dagmar Manzel in der Hauptrolle. Die Inszenierung wurde für das Fernsehen der DDR aufgezeichnet.
In einem historischen Rückblick des Staatsschauspiels Dresden ist Schönemanns Arbeit folgendermaßen umrissen: „Die Regisseure Horst Schönemann und Wolfgang Engel stehen in den 80er Jahren für zeitgenössische Inszenierungen, die das in Spielweise und Regiehandschrift als besonders traditionalistisch geltende Dresdner Theater entscheidend verjüngen. Insbesondere unter dem Intendanten Gerhard Wolfram (ab 1983) entstehen viele Inszenierungen, die sich so weit als möglich kritisch mit dem Sozialismus auseinandersetzen und zu überregionalen Diskussionen anregen.“
Horst Schönemann schuf etwa 80 Bühneninszenierungen, darunter 30 Uraufführungen und DDR-Erstaufführungen.
1996 ging Schönemann in den Ruhestand. Er verstarb 2002 in Dresden und wurde auf dem I. Französischen Friedhof in Berlin beigesetzt.

## Auszeichnungen
1968 wurde er mit dem Händelpreis des Bezirkes Halle ausgezeichnet.

## Theater

### Inszenierungen
- 1956: Aurel Baranga: Das tolle Lamm (Stadttheater Senftenberg)
- 1957: Maxim Gorki: Nachtasyl (Stadttheater Senftenberg)
- 1959: Walentin Katajew: Zeit voraus (Maxim-Gorki-Theater Berlin)
- 1961: Rainer Kerndl: Schatten eines Mädchens (Maxim-Gorki-Theater Berlin)
- 1961: Ewan MacColl: Unternehmen Ölzweig (Maxim-Gorki-Theater Berlin)
- 1962: Pavel Kohout: (nach Jules Verne) Die Reise um die Erde in 80 Tagen (Maxim-Gorki-Theater Berlin)
- 1962: Nikolai Pogodin: Der Mann mit dem Gewehr (Deutsches Theater Berlin)
- 1962: Lajos Mesterházi: Das elfte Gebot – Regie mit Helfried Schöbel (Maxim-Gorki-Theater Berlin)
- 1963: Rainer Kerndl: Seine Kinder (Maxim-Gorki-Theater Berlin)
- 1964: Claus Hammel nach Theodor Fontane: Frau Jenny Treibel (Maxim-Gorki-Theater Berlin)
- 1964: Claus Hammel: Um neun an der Achterbahn (Maxim-Gorki-Theater Berlin)
- 1965: Brendan Behan: Die Geisel (Maxim-Gorki-Theater Berlin)
- 1968: Hermann Kant: Die Aula (Landestheater Halle/Saale)
- 1972: Ulrich Plenzdorf: Die neuen Leiden des jungen W. (Deutsches Theater Berlin – Kammerspiele)
- 1974: Johann Wolfgang von Goethe: Die Geschichte Gottfriedens von Berlichingen mit der eisernen Hand (Deutsches Theater Berlin)
- 1976: Arnold Wesker: Tag für Tag (Deutsches Theater Berlin – Kammerspiele)
- 1977: Wladimir Tendrjakow: Die Nacht nach der Abschlussfeier (Deutsches Theater Berlin), DDR-Erstaufführung
- 1978: Alexander Wampilow: Letzten Sommer in Tschulimsk (Deutsches Theater Berlin – Kammerspiele)
- 1979: Maxie Wander: Guten Morgen, du Schöne (Deutsches Theater Berlin), Uraufführung, 1979
- 1983: Helmut Bez: Jutta oder Die Kinder von Damutz (Staatsschauspiel Dresden), Premiere: 23. März 1980
- 1983: Heinar Kipphardt: Bruder Eichmann (Staatsschauspiel Dresden), DDR-Erstaufführung, Premiere: 8. September 1983
- 1985: William Shakespeare: Der Sturm (Staatsschauspiel Dresden), Premiere: 5. Januar 1985
- 1986: Gotthold Ephraim Lessing: Minna von Barnhelm (Staatsschauspiel Dresden), Premiere: 1. November 1986
- 1987: Maxim Gorki: Sommergäste (Staatsschauspiel Dresden), Premiere: 6. November 1987
- 1988: Werner Buhss: Nina, Nina, tam Kartina (Staatsschauspiel Dresden), Premiere: 19. November 1988
- 1990: Anton Tschechow: Onkel Wanja (Staatsschauspiel Dresden), Premiere: 27. April 1990

### Schauspieler
- 1949: Johann Wolfgang von Goethe: Faust. Eine Tragödie (Saufkumpan) – Regie: Wolfgang Langhoff (Deutsches Theater Berlin)
- 1951: Alfred Kantorowicz: Die Verbündeten (Nazioffizier) – Regie: Wolfgang Heinz (Deutsches Theater Berlin – Kammerspiele)
- 1954: Albert Maltz: Hotelboy Ed Martin (Adlatus) – Regie: Ernst Kahler (Deutsches Theater Berlin – Kammerspiele)

## Filmografie (Auswahl)
- 1951: Der Untertan
- 1955: Hotelboy Ed Martin
- 1957: Der Fackelträger
- 1957: Spielbank-Affäre
- 1958: Das Lied der Matrosen
- 1962: Mord ohne Sühne
- 1963: For Eyes Only
- 1963: Reserviert für den Tod
- 1982: Jutta oder die Kinder von Damutz (TV Movie)[4]
- 1983: Martin Luther (DDR 1983)
- 1985: Mein lieber Onkel Hans (TV Movie)[5]
- 1991: Zwischen Pankow und Zehlendorf
- 1992: Tatort: Ein Fall für Ehrlicher
- 1992: Tatort: Tod aus der Vergangenheit

## Hörspiele
- 1955: Anna Seghers: Das siebte Kreuz (Bunse) – Regie:Hedda Zinner (Rundfunk der DDR)
- 1965: Vercors: Zoo oder Der menschenfreundliche Mörder (Prof. Eatons) – Regie: Edgar Kaufmann (Rundfunk der DDR)
- 1968: Eberhard Fensch: Die Träume des Dr. Reinschmidt – Regie (Rundfunk der DDR)
- 1969: Eberhard Fensch: Widerspruch – Regie (Rundfunk der DDR)
- 1976: Heinrich von Kleist: Prinz Friedrich von Homburg (Hohenzollern) – Regie: Joachim Staritz (Rundfunk der DDR)
- 1976: Günter Kunert: Ein anderer K. – Regie: Horst Liepach (Rundfunk der DDR)
- 1978: Isaak Babel: Maria (Suschkin) – Regie: Joachim Staritz (Rundfunk der DDR)
- 1985: Brigitte Reimann: Franziska Linkerhand (Reger) – Regie: Walter Niklaus (Rundfunk der DDR)
- 1985: Franz Fühmann: Das blaue Licht (Erzähler) – Regie: Barbara Plensat (Fantasy, Märchen für Erwachsene – Rundfunk der DDR)